# یواس‌اس ریساکا (۱۸۶۵)
یواس‌اس ریساکا (۱۸۶۵) (به انگلیسی: USS Resaca (1865)) یک کشتی بود که طول آن ۲۱۶ فوت (۶۶ متر) بود. این کشتی در سال ۱۸۶۵ ساخته شد.